# Varese
Varese er en by i det nordlige Italien ved grænsen til Schweiz og hovedstad for provinsen Varese, en del af Lombardiet. Varese-provinsen ligger i Laghi området, mellem det sydlige Ticino i Schweiz og Lago Maggiore.
Varese-provinsen er hjemsted for EUs forskningscenter, Joint Research Centre (Centro Comune di Ricerca).
Byen var vært for verdenmesterskaberne i landevejscykling i 2008.